# Roy Bhaskar
Roy Bhaskar född 15 maj 1944, död 19 november 2014 var en engelsk filosof som är förknippad med kritisk realism vars tanketraditionen han har haft en stor inverkan på. Hans första verk, A Realist Theory of Science, om den kritiska realismen kom i mitten av 1970-talet och var influerad av en växande kritik mot positivismen. Bhaskar var väldigt produktiv under sin livstid.